# Army Men: RTS
| Агрегатор    | Оцінка                               |
| ------------ | ------------------------------------ |
| GameRankings | (PS2) 72.85% (PC) 66.12% (GC) 59.50% |
| Metacritic   | (PS2) 68/100 (PC) 67/100 (GC) 65/100 |

| Видання                            | Оцінка                               |
| ---------------------------------- | ------------------------------------ |
| AllGame                            | [ 10 ]                               |
| Electronic Gaming Monthly          | 6.5/10                               |
| Game Informer                      | 6/10                                 |
| GamePro                            | [ 13 ]                               |
| GameRevolution                     | B−                                   |
| GameSpot                           | (PS2) 7.8/10 (PC) 7.1/10 (GC) 6.9/10 |
| GameSpy                            | 72%                                  |
| GameZone                           | 8.5/10                               |
| IGN                                | (PC) 7.7/10 (PS2) 5.4/10             |
| Nintendo Power                     | 3.8/5                                |
| Official U.S. PlayStation Magazine | [ 23 ]                               |
| PC Gamer (США)                     | 57%                                  |

Army Men: RTS — комп'ютерна гра в жанрі стратегії реального часу, розроблена Pandemic Studios для платформи: ПК (Windows), PS2 і GameCube. У грі людина управляє іграшковими солдатиками. Головними ресурсами є пластмаса та батарейки.

## Сюжет
Сержант прибуває в штаб і дізнається, що колишній соратник, полковник Блінтц (Blintz) після отриманого поранення в голову перейшов на бік «коричневих». Колишні брати по зброї разом з полковником утримують будинок. Основним завданням стає звільнення будинку і знищення полковника.

## Ігровий процес
Army Men: RTS — стратегія в реальному часі, аналогічна серії Command & Conquer, гравець будує бази і тренує (в даному випадку виплавляє) солдатів. Основні будівельні матеріали: пластмаса та енергія, що видобуваються з побутових предметів. Після знищення бойової одиниці, на її місці залишається крапля пластмаси, яку можна знову використовувати в будівництві, енергія — кінцевий ресурс.
Ворогом виступають такі бійці, як і під управлінням гравця, але забарвлені в коричневий колір. В багатокористувацькій грі колір можна вибрати самостійно. Також серед ворогів зустрічаються таргани і мурахи, після знищення яких ресурси не залишаються.

### Багатокористувацька гра
Режим багатокористувацької гри доступний тільки на персональних комп'ютерах і підтримує до 8 гравців.

## Відгуки
Середній бал на Metacritic становить 67 з 100 (14 оглядів) для ПК і 68 з 100 (9 оглядів) для PS2. На сайті Absolute Games гра отримала оцінку 60 % (станом на червень 2012 року)